# Биплекс окунь
Биплекс окунь или окуневый биплекс (лат.  Gyrineum perca) — брюхоногий моллюск из семейства Ranellidae. Латинское видовое название «perca» означает окунь.

## Описание
Высота раковины 31—100 мм. Раковина небольшая, крепкая, башневидная с 6—7 оборотами, которые разделены неглубоким швом. Завиток хорошо развит, приподнятый над последним оборотом. Сифональный вырост довольно сильно вытянутый, с узким каналом. Устье овальной формы с расширениями внутренней и наружной губы. Наружная поверхность раковины имеет характерные выросты в виде осевых и спиральных рёбрышек, выдающихся над её поверхностью. По бокам раковины находятся два крепких крыловидных выроста-киля, которые несут на своей поверхности продолжения спиральных рёбер. Данные выросты выступают над поверхностью раковины на треть её ширины. Наибольшего развития левый киль достигает на последнем обороте раковины. Спиральная скульптура на поверхности раковины образована рёбрами, чередующимися с небольшими промежутками, а осевая скульптура представлена складками с выростами, которые пресекают спиральные складки. Устье округлой формы, с открытым сифональным выростом. Окраска раковины варьируется от белой или жёлтой до желтовато-кремовой. Цвет боковых килей может отличаться от основной и быть более тёмной или более светлой. Окраска устья белая.

## Ареал и местообитание
Обычный, широко распространённый вид. Обитает на обширной территории в Индо-Тихоокеанском районе от Сомали и Индии до Филиппин и Южных Японских островов. Моллюск предпочитает мягкое илистое дно на глубинах 50—240 метров.